# برونو هنريكي فورتوناتو أغويار
برونو هنريكي فورتوناتو أغويار (بالبرتغالية: Bruno Aguiar‏) المعروف باسم برونو أغويار هو لاعب كرة قدم برازيلي يلعب كقلب دفاع. يلعب حاليا مع نادي جوينفيل من 2018.

## المسيرة الرياضية
في 6 سبتمبر 2008 لعب 17 مباراة الدوري البرازيلي الدرجة الأولى مسجلا هدف واحد. في 31 يناير 2009 غادر إلى نادي فيغورينسي.

## الإنجازات
- سانتوس
  - دوري باوليستا (2): 2010، 2011
  - كأس البرازيل (1): 2010
  - كأس ليبرتادوريس (1): 2011
- [[نادي جوينفيل|جوينفيل]
  - دوري الدرجة الثانية البرازيلي (1): 2014
- نادي الاتحاد السعودي
  - كأس السوبر السعودي[5]